# Boikot
Boikot és un grup de música punk madrileny que es defineix políticament com a comunista.

## Història
El grup comença a funcionar el 2000. Van gravar dos discs sota el segell de Barrabás, fins que el 2001 decideixen autogestionar-se amb el seu propi segell discogràfic, Producciones BKT, després de fer-se bastant coneguts, sobretot per Madrid. Treuen dos discs més, Cría Cuervos i Tu condena i toquen en diversos festivals de rock, com Festimad i Metaliko Rock, entre d'altres.
Després d'això decideixen treure una triologia anomenada La ruta del Ché, que es compon de tres discs en els quals inclouen diferents versions, com ara "Hasta siempre", de Carlos Puebla, gravades mentre estan de gira per països com Cuba, Mèxic o Argentina. És en aquesta etapa on s'influeixen amb estils sud-americans i inclouen més instruments i ritmes més llatins.
Un cop finalitzada la gira treuen un nou disc,Historias Directas de Boikot (2000), que inclou un llibre i un video de la gira. Més tard editen dos discs més: De espaldas al mundo (2002) i Tus problemas crecen (2004).
A finals del 2007 el grup viatja a Mostar (Bòsnia) per gravar al Pavarotti Music Centre el que serà el seu onzè disc, Amaneció, que es publica el 2 d'abril de 2008. Són seguidors del Barça.

## Discografia
- Los ojos de la calle (1990)
- ...Con perdón de los payasos (1992)
- Cría cuervos (1995)
- Tu condena (1996)
- Ruta del Che - No mirar (1997)
- Ruta del Che - No escuchar (1998)
- Ruta del Che - No callar (1999)
- Historias directas de Boikot (2000)
- De espaldas al mundo (2002)
- Tus problemas crecen (2004)
- Amaneció (2008)
- Lágrimas de rabia (2012)
- Boikotea!!! (2014)
- Balkan Acoustic (2021)